# نهاية اللعب

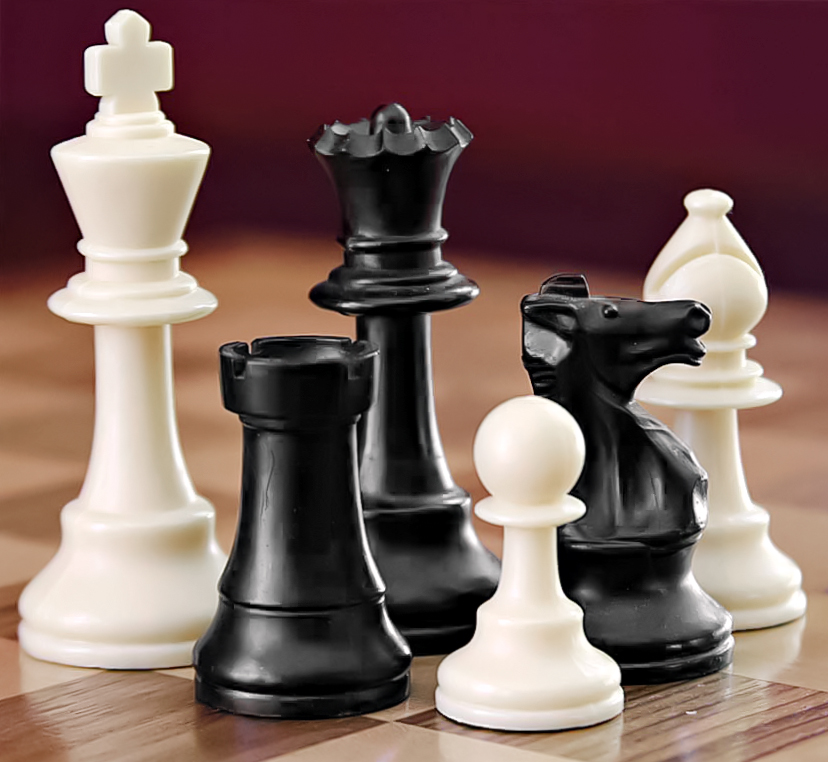

نهاية اللعب هي المرحلة الثالثة والأخيرة من دور الشطرنج بعد مرحلتي الافتتاحية ووسط اللعب، تنتج بعد تبادل كثيف بمعظم القطع . يتعذر أحيانا تحديد الخط الفاصل بين مرحلتي وسط اللعب والنهاية، ولا يعد اختفاء الوزيرين من الرقعة (أي بعد التبادل بهما)علامة دالة على الانتقال إلى مرحلة النهاية، لوجود السمات الأساسية للعب في مرحلة الوسط كتكوين الهجوم على ملك الخصم، أو وجود المناورات التكتيكية المميزة للمرحلة الوسطى....
تتنوع الأهداف الاستراتيجية لمرحلة النهاية وتنقسم عموماً إلى ما يلي :
- الهدف الأول : تكوين هجوم موجه إلى ملك الخصم قصد اماتته - وهي الفكرة الأساس للعبة.
- الهدف الثاني : الحصول على تفوق مادي يتمثل في ربح بيدق على الأقل وما فوق ذلك ؛ ليشكل هذا الهدف في حد ذاته فيما بعد وسيلة لتحقيق الهدف الأول.
- الهدف الثالث : الحصول على وضعية جيدة على المستوى الإستراتيجي من خلال منح القطع والبيادق وضعا مثاليا يخول لها إجراء عمليات متناسقة بين الهجوم والدفاع تؤدي إلى نتائج مختلفة كالسيطرة على أطراف الرقعة، إستغلال جيد لنقط الضعف في وضعية الخصم،... أو بوادر تمكن من تحقيق الهدفين الأول والثاني.
- الهدف الرابع : ترقية البيادق السالكة .

يمكن في نهاية اللعب العمل على مزج الأهداف فيما بينها حسب أولويات الوضعية، أو العمل على تحقيق جزء منها.
من بين السمات المميزة لمرحلة نهاية اللعب :
- مركزة الملك : تزداد حرية الحركة لقطعة الملك التي تأخذ وضعا مركزيا يسمح لها بخوض المعركة بإتجاه الجهات الأربع للرقعة.
- تكوين بيدق سالك أو أكثر :تتضح في مرحلة النهاية القوة المتزايدة للبيدق، وغالبا ما يكون التفوق المادي في بيدق واحد كفيلاً بتحقيق الفوز.
- ظهور وضعيات تسوغ تسفانغ : «إجراء نقلات إجبارية تؤدي إلى الخسارة الحتمية»

لا يعتمد اللاعب في مرحلة نهاية اللعب على مهارته فحسب بل هو ملزم بتحسين عنصري التقنية والمعرفة النظرية لأداء متكامل في هذه المرحلة المهمة والمتميزة على خلاف المرحلتين الأخرى ين بتقدمها في الميدان النظري وتحديداً على مستوى التصنيف الدقيق لأنواع النهايات حسب أنواع القطع المتبقية على الرقعة وعددها و الأوضاع التي تشغلها، وتعتمد دراسة نهايات اللعب على أعمال كبار المنظرين أمثال زيغبرت تاراش، أندري شيرون ،نيكولاي غريغورييف، برنهارد هورويتز، هنريك كسباريان، ريشار ريتي.... وغيرهم، وعلى المنصوبات التي تراكمت على مر التاريخ، كما تعتمد على تطور الحاسوب الذي ساهم في بناء قواعد البيانات لمختلف أنواع النهاية.

## أنواع النهايات
يمكن تقسيم نهايات اللعب إلى ثلاث فئات :
1 - نهايات نظرية : هي مواقف يكون حلها مسألة تقنية أي أنه حل معلوم استنادا إلى دراسة وتحليل سابق مبني على قواعد عامة أو خاصة. 3 أمثلة عن التعريف :
[[ملف:|تصغير|يمين|بديل = |المثال الأول :
```
في مثل هذا النوع من النهاية الذي يصنف 
بنهاية ملك وبيدق ضد ملك
، لا يتعدى الأمر مجرد إلقاء نظرة « وإن كان مستوى الباحث عن الحل متواضعاً » حتى يدرك أن الأبيض يفوز دون أي جهد، بغض النظر عن من يملك 
دور النقل
، لأن الملك الأسود يوجد خارج مربع البيدق وتعرف هذه القاعدة 
بقاعدة المربع
.]]
```